# Кукорелли, Людовит
Людовит Кукорелли (6 октября 1914 год, Красна Горка, сегодня часть Тврдошина — † 24 ноября 1944 год, Хабура, район Медзилаборце) — национальный герой Словакии, офицер ВВС, один из организаторов и командиров партизанских отрядов в Восточной Словакии во время Второй мировой войны.

## Биография
Людовит Кукорелли родился 6 октября 1914 года в деревне Красная Горка под Тврдошином в семье чиновника и учительницы. Необычная для Словакии фамилия была унаследована от деда, приехавшего на территорию нынешней Словакии из Италии (в то время земли обеих современных стран входили в Австро-Венгрию) во второй половине XIX века в качестве специалиста по железнодорожному строительству. У него было два брата и сестра. Семья много раз переезжала с места на место, в Кузмице Людовит окончил начальную школу, а в 1932 году — курс гимназии в Кошице.
По окончании гимназии был призван на срочную военную службу, которую закончил в звании подпоручика в 1934 году, после чего решил остаться в армии и стать авиатором. Его направили в авиационную часть в Прешове. В мае 1938 года Людовит окончил авиационную школу в Простеёве и отправился в часть в городке Градце-Кралове. После немецкой оккупации Чехословакии и организации независимой Словакии в 1939 году Кукорелли стал участником антифашистского сопротивления, был членом организации сопротивления Flora a Justícia.
В 1940 году самолёт Кукорелли потерпел аварию во время одного из тренировочных полетов. Лётчик получил серьезные травмы, у него остался шрам на лице от щеки до подбородка, он потерял несколько зубов, кроме того, ему пришлось выплатить компенсацию в размере 133 216 крон за уничтожение самолета.
В это же время стало известно о планах нескольких молодых офицеров перелететь в Югославию, однако планы были раскрыты Центром государственной безопасности (ÚŠB). В августе 1940 года Людовит был арестован и 19 октября был приговорен военным судом Братиславы к 9 месяцам тюремного заключения, лишен звания и уволен из армии. После освобождения из-под стражи по амнистии Кукорелли устроился на работу в Братиславе агентом по продаже пишущих машинок . Это позволило ему путешествовать по всей Словакии и участвовать в деятельности сопротивления. Он продолжил помогать антифашистам бежать в Югославию. Позже он перешёл на территорию контролируемую немцами, но вскоре был арестован гестапо в Брно и отправлен обратно в Словакию, в Пиештяны, где ему удалось сбежать из-под стражи через окно туалета. ÚŠB объявило его в национальный розыск. Кукорелли перебрался в восточную Словакию, где присоединился к местному сопротивлению. В ноябре, добывая необходимые средства для своей группы, он был снова арестован, его опознал командир местной жандармерии, которого перевели сюда именно из-за побега Кукорелли в Пиештянах. Людовита этапировали в Братиславу, где он вновь сразу сбежал во время конвоирования по городу. Добираясь обратно до восточной Словакии, Кукорелли встретил бежавшего из концлагеря Дахау советского военнопленного Ивана Кононовича Балюта-Ягупова, ставшего впоследствии командиром Чапаевского партизанского отряда, сформированного из словацких антифашистов и бежавших из немецких лагерей военнопленных. Кукорелли стал его начальником штаба. В этом качестве он отвечал за пополнение запасов оружия, боеприпасов, продуктов питания и медикаментов, оформил для бойцов отряда удостоверения личности на вымышленные имена, обеспечивал связь с военными гарнизонами. Через Микулаша Маркуса он установил контакт с сочувствующими из числа двух пехотных дивизий, дислоцированных в восточной Словакии.
Отряд Чапаева в июне 1944 года объединился с Бардейовским партизанским отрядом, а через месяц группа объединилась с отрядом Пугачёва в районе Медзилаборец и Гуменнего. Объединённый отряд насчитывал около 500 человек.
С июля по август 1944 года партизаны Чапаевского отряда провели 60 крупных боевых акций, в том числе уничтожили немецкие военные колонны с техникой на участке Кошице—Кисак и в районе Костоляны-над-Горнадом.
С началом Словацкого национального восстания отряд Чапаева вёл тяжелые бои с частями 357-й пехотной дивизии Вермахта под командованием Йозефа Ринтелена. На тот момент на вооружении у партизан было несколько истребителей танков Marder III, которые поступили из техники восточно-словацких дивизий. В ходе боев в Сланских врхах немцы потеряли 1400 солдат, а также несколько танков и САУ, но нанесли партизанам столь же большие потери, рассеяв большую часть и лишив баз снабжения. Отряд Чапаева вышел из окружения к Ондавской Врховине. Там произошло соединение с другими партизанскими отрядами, сам Кукорелли продолжал оставаться начальникам штаба соединения. 23 октября 1944 года партизаны Чапаевского соединения устроили засаду на колонну управления 97-й горнострелковой дивизии и в бою захватили или убили 73 немецких военнослужащих, в том числе одного генерала.
В ноябре 1944 года часть руководителей отряда были обвинены советской контрразведкой в работе на немцев, комиссар отряда А. Лунев, начальник разведки М. Чепков, командиры подразделений А. Митаев, А. Курячев и К. Бахмутский подверглись жестоким пыткам и признались в предъявленных обвинениях, были признаны виновными и 18 ноября 1944 года расстреляны. Бывший командир Иван Балюта-Ягупов был перевезён на советскую территорию, где содержался в предварительном заключении до 3 июня 1946 года, когда был признан невиновным и освобожден. Более позднее расследование, проведенное органами МВД СССР в 1965 году, показало, что другие партизаны были также невиновны.
Во второй половине ноября 1944 года подразделение столкнулось с сильным давлением немецких частей, было принято решение о прорыве к наступающим частям советского 4-го Украинского фронта. План отступления был согласован с советской стороной, 20 ноября 1944 года отряд численностью около 1500 человек, среди которых было много мирных жителей, под командованием Кукорелли перешёл через горы на сторону советских войск. 23 ноября это подразделение заняло позицию возле Медзилаборци, в непосредственной близости от немецких позиций. Утром следующего дня отряд предпринял внезапную атаку на немецкие позиции между селами Хабура и Медзилаборци, в этом бою среди 500 партизан погиб и Людовит Кукорелли. Совершенный партизанами прорыв позволил частям 4-го Украинского фронта проникнуть вглубь немецкой обороны на 6 км и еще больше усугубил положение немецких войск, которые в последующие дни были вынуждены покинуть Медзилаборце.
Тело Людовита Кукорелли было найдено у реки Лаборец. Через полгода после гибели Кукорелли был перезахоронен на военном кладбище в Кошице.

## Награды и отличия
Посмертно ему было присвоено звание бригадного генерала, он также был награждён Чехословацким военным крестом, медалью За храбрость и советским орденом Красной Звезды.
Его именем названы улицы в словацких городах: Пиештяны, Бардейов, Гиралтовце, Гуменне, Ганушовце-над-Топлёу. В Братиславе, в Ружинове установлен бюст в парке, носящем его имя.
В 1975 году был снят фильм «Жизнь в бегах», в котором описан эпизод побега группы летчиков в Югославию, а затем и других патриотов в Венгрию.
В 1979 году было снято продолжение «Иди и не прощайся», в котором Кукорелли предстал уже в качестве начальника штаба Чапаевской партизанской бригады. В обоих фильмах роль главного героя исполнил Милан Княжко.